# Lakshadweep

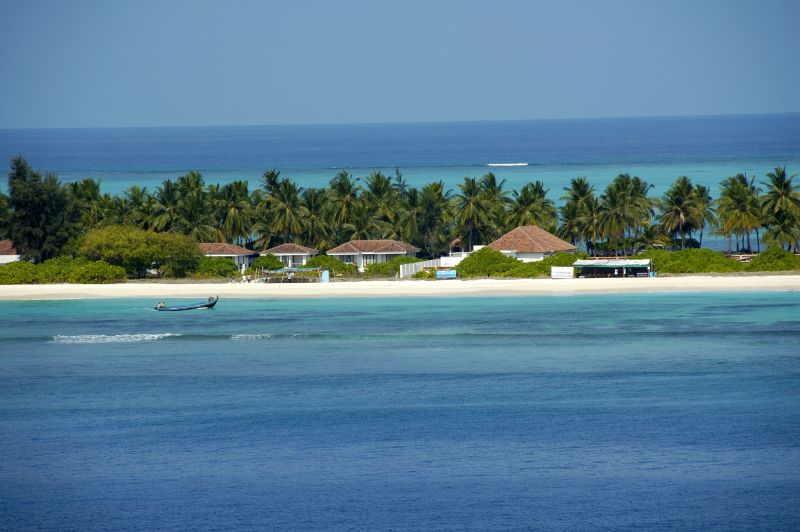
Plajă pe insula Kadmat

Lakshadweep (/ləkˈʃɑːdwiːp/) este un grup de insule din Marea Lakshadweep, situate la 200 - 440 km de la coasta de sud-vest a Indiei. Arhipelagul este administrat ca teritoriu unional și district al Indiei. Era cunoscut și sub numele de Insulele Lacadive, deși din punct de vedere geografic acesta este doar numele subgrupului central al grupului. Lakshadweep înseamnă „o sută de mii de insule” în sanscrită și malayalam, cea mai vorbită limbă a teritoriului. Insulele sunt cel mai mic teritoriu unional din India, iar suprafața lor totală este de doar 32 kilometri pătrați (12 mi2). Suprafața lagunelor este de circa 4.200 kilometri pătrați (1.600 mi2), zona apelor teritoriale de 20.000 kilometri pătrați (7.700 mi2) și zona economică exclusivă de 400.000 kilometri pătrați (150.000 mi2). Regiunea formează un singur district indian cu 10 subdiviziuni. Kavaratti este capitala teritoriului, care intră sub jurisdicția Curții Supreme din Kerala. Insulele sunt partea cea mai nordică a grupului de insule Lakshadweep – Maldive – Chagos, care reprezintă vârfurile lanțului de munți subacvatici Chagos-Lakshadweep.
Deoarece insulele nu au locuitori aborigeni, savanții au sugerat diferite versiuni privind colonizarea lor. Dovezile arheologice susțin existența așezărilor umane în regiune în jurul anului 1500 î.Hr. Islamul a fost introdus în zonă când musulmanii au sosit în secolul al VII-lea. În perioada medievală, regiunea a fost condusă de dinastia Chola și Regatul Cannanore. Portughezii catolici au sosit în jurul anului 1498, dar au fost expulzați până în 1545. Regiunea era condusă apoi de casa musulmană Arakkal, urmată de Tipu Sultan. La moartea sa, în 1799, cea mai mare parte a regiunii a revenit britanicilor și după plecarea lor, în 1956 a fost format teritoriul unional.
Zece dintre insule sunt locuite. La recensământul indian din 2011 populația teritoriului era de 64.473 locuitori. Majoritatea populației este musulmană, dintre care cei mai mulți aparțin școlii Shafi a ramurii sunite. Insularii se aseamănă din punct de vedere etnic cu poporul malayali din statul vecin Kerala. Majoritatea populației vorbește malayalam, mahl fiind cea mai vorbită limbă de pe insula Minicoy. Insulele sunt deservite de un aeroport de pe Insula Agatti. Principala ocupație este pescuitul și cultivarea nucilor de cocos, tonul fiind principalul produs de export.